# Mr. World 2019
Mr. World 2019 (Mister Mundo 2019) foi a 10.ª edição do concurso de beleza masculino Mister Mundo, realizado bienalmente em países distintos. Foi realizada em 23 de agosto de 2019, no Smart Araneta Coliseum, na cidade Quezon, na região metropolitana de Manila, nas Filipinas. 
No final do evento, o Mister Mundo 2016 Rohit Khandelwal coroou seu sucessor Jack Heslewood da Inglaterra como novo Mister Mundo 2019.

## Resultados

### Posicionamentos
| Resultados Finais | Concorrente |
| ----------------- | --- |
| Mister Mundo 2019 | - Inglaterra - Jack Heslewood |
| 1º vice-campeão   | - África do Sul - Fezile Mkhize |
| 2º vice-campeão   | - México - Brian Arturo Faugier González |
| Top 5             | - Brasil - Carlos Wilson Teodoro Franco - República Dominicana - Alejandro Martínez |
| Top 12            | - Áustria - Alberto Nodale - Irlanda - Wayne Walsh - Líbano - Jean Paul Bitar - Nepal - Akshay Jung Rayamajhi - Irlanda do Norte - Adam Steenson - Filipinas - Jody Baimes Tejano Saliba - Tonga - Mikaele Henry Ahomana |
| Top 29            | - Argentina - Leonardo Díaz Alincastro - Chile - Felipe Rojas Ramírez - China - Zhang Zhiyu - Estados Unidos - Andresito Germosen dela Cruz - Gana - Bright Ofori - Indonésia - Radityo Wahyu Senoputro - Itália - Marco D'Elia - Quênia - Robert Cula Budi - Letônia - Edvīns Ločmelis - Ilhas Maurícias - Alexandre Curpanen - Nigéria - Prince Enwerem - Polónia - Robert Kapica - Porto Rico - José Humberto Cotto Rodríguez - Países Baixos - Ashley Karym Peternella - Rússia - Denis Pavlevich Khadyko - Chéquia - Jakub Krauś - Venezuela - Jorge Eduardo Núñez Martínez |

### Vencedores da Zona Continental
| Continente     | Concorrente                                 |
| -------------- | ------------------------------------------- |
| África         | - África do Sul - Fezile Mkhize             |
| Américas       | - México - Brian Arturo Faugier González    |
| Ásia e Oceania | - Filipinas - Jody Baines Tejano Saliba     |
| Caraíbas       | - República Dominicana - Alejandro Martínez |
| Europa         | - Áustria - Alberto Nodale                  |

### Desafio Eventos
- Extremo é um teste de força e resistência e determinação robusta
- O esporte é um teste de habilidade, disciplina e atletismo

- Talento & Criatividade é sobre uma elegância dos candidatos, técnica e dedicação
- Moda olhar para os homens acertar nas estancas de estilo
- Multimídia analisa seu carisma e como concorrentes se apresentam e como eles se envolvem e interagem com o público online

### Eventos Fast Track
| Resultados finais      | País          | Concorrente                   |
| ---------------------- | ------------- | ----------------------------- |
| Desafio Esportivo      | África do Sul | Fezile Mkhize                 |
| Desafio Extremo        | Irlanda       | Wayne Walsh                   |
| Talento & Criatividade | Tonga         | Mikaele Henry Ahomana         |
| Top Model              | México        | Brian Arturo Faugier González |
| Desafio Multimídia     | Nepal         | Akshay Jung Rayamajhi         |

### Esportes
| Resultados finais             | Concorrente                          |
| ----------------------------- | ------------------------------------ |
| Vencedor                      | África do Sul - Fizile Mkhize        |
| 1º vice-campeão               | Colômbia - Daniel Castrillón         |
| 2º vice-campeão               | Irlanda - Wayne Wash                 |
| 3º vice-campeão               | Quênia - Robert Cula Budi            |
| Vencedor do Desafio em Equipe | Camarões - Makala Nganda Courtez     |
| Natação                       | Argentina - Leonardo Díaz Alincastro |
| Basquetebol                   | Inglaterra - Jack Heslewood          |
| Shuttle Run                   | Peru - Jano Carper                   |

| Equipe       | Equipe Vermelha | Equipe Verde | Equipe Amarela | Equipe Azul |
| ------------ | --- | --- | --- | --- |
| Concorrentes | - Alberto Nodale - Makala Nganta Courtnez - Alessandro Covarde - Felipe Rojas Ramírez - Daniel Castrillón - Naim Jassir Pieter             | - Jakub Kraús - David Pivaral - Jack Heslewood - Joselayt Ebana Miko - Luigy Manyri - Wayne Walsh                                                 | - Robert Cula Budi - Owen Hawel - Alexandre Curpanen - Ashey Karym Peternella - Alberto Magno Silva Romero - Jano Carper                                                        | - Learie Hall - Fezile Mkhize - Daniel Torres Moreno - Anakin Nontiprasit - Mikaele Henry Ahomana - Jorge Eduardo Núñez Martínez                           |
| Reserva      | - Grigor Vardanyan - Mahadi Hasan Fahim | - Daniel Andres Vallejo Aruz - Tino Kantonen | - Daryl Azzopardi - Prince Nelson Enwerem | - Manoj Suranga de Silva - Andresito Germosen dela Cruz |
| Nadadores    | - Leonardo Díaz Alincastro - Jonanthan Berry                                                                                               | - Thomas Tzekos - Kenta Nagai | - José Antonio Vallejos Pérez - Algis González | - Jody Baines Tejano Saliba - Robert Kapica |
| Outros       | - Pascoal Jorge André - Darko Milović - Carlos Wilton Teodoro Franco - Oliver Staykov - Somkhan Ou - Zhang Zhiyu - Daniel Esquivel Navarro | - Alejandro Martínez - Henri Keskküla - Bright Ofori - Moises Darío Paredes Alvarado - Radityo Wahyu Senoputro - Marco d'Elia - Adilbek Nurakayev | - Na Gi-wook - Daniel Begaliev - Edvīns Ločmelis - Jean-Paul Bitar - Yong Kian Yik - Brian Artuto Faugier González - Sai Kaung Min Hter - Akshay Jung Rayamajhi - Adam Steenson | - José Humberto Cotto Rodríguez - Denis Pavlevich Khadyko - Makalio Junior Matalio Alai - Nikola Boćanin - Mohamed Kamanoh - Hugo Ong Jun Hui - Deng Aguer |

### Desafio Extremo
| Resultado final | Concorrente                                                                      |
| --------------- | -------------------------------------------------------------------------------- |
| Vencedor        | - Irlanda - Wayne Walsh                                                          |
| Top 4           | - Áustria - Alberto Nodale - Líbano - Jean Paul Bittar - Filipinas - Jody Saliba |

### Talento & Criatividade
| Resultado final | Concorrente                                                                                              |
| --------------- | --- |
| Vencendor       | - Tonga - Mikaele Henry Ahomana                                                                          |
| 1° Vice-Campeão | - Indonésia - Radityo Wahyu                                                                              |
| Top 5           | - Inglaterra - Jack Heslewood - Países Baixos - Ashey Karym Peternella - Nigéria - Prince Nelson Enwerem |

### Desafio Top Model
| Resultado final | Concorrente |
| --------------- | --- |
| Vencedor        | - México - Brian Arturo Faugier González |
| Top 5           | - República Dominicana - Alejandro Martínez - Inglaterra - Jack Heslewood - Filipinas - Jody Baines Tejano Saliba - Venezuela - Jorge Eduardo Núñez Martínez |
| Top 25          | - Angola - Pascoal Jorge André - Argentina - Leonardo Díaz Alincastro - Áustria - Alberto Nodale - Bósnia e Herzegovina - Darko Milović - Brasil - Carlos Wilton Teodoro Franco - Camboja - Somkhan Ou - Canadá - Alessandro Coward - Chile - Felipe Rojas Ramírez - China - Zhang Zhiyu - Colômbia - Daniel Castrillón - Chéquia - Jakub Krauś - Itália - Marco d'Elia - Líbano - Jean-Paul Bitar - Ilhas Maurícias - Alexandre Curpanen - Irlanda do Norte - Adam Steenson - Polónia - Robert Kapica - Serra Leoa - Mohamed Kamanoh - África do Sul - Fezile Mkhize - Espanha - Daniel Torres Moreno - Tailândia - Anakin Nontiprasit |

### Desafio Multimídia
| Resultado final | Concorrente                     |
| --------------- | ------------------------------- |
| Vencedor        | - Nepal - Akshay Jung Rayamajhi |
| 1° Vice-Campeão | - Áustria - Alberto Nodale      |
| 2° Vice-Campeão | - Índia - Vishnu Raj Menon      |

## Candidatos
72 candidatos foram confirmados: 
| País                 | Candidato                     | Idade | Altura | Cidade Natal          |
| -------------------- | ----------------------------- | ----- | ------ | --------------------- |
| África do Sul        | Fezile Mkhize                 | 28    | 1,83   | Bloemfontein          |
| Angola               | Pascoal Jorge André           | 21    | 1,85   | Luanda                |
| Argentina            | Leonardo Díaz Alincastro      | 27    | 1,81   | San Salvador de Jujuy |
| Armênia              | Grigor Vardanyan              | 26    | 1,80   | Ashtarak              |
| Austrália            | Jonathan Berry                | 24    | 1,84   | Melbourne             |
| Áustria              | Alberto Nodale                | 28    | 1,78   | Vienna                |
| Bangladesh           | Mahadi Hasan Fahim            | 22    | 1,80   | Chittagong            |
| Bósnia e Herzegovina | Darko Milović                 | 17    | 1,91   | Foča                  |
| Brasil               | Carlos Franco                 | 27    | 1,90   | Araras                |
| Bulgária             | Oliver Staykov                | 28    | 1,95   | Sofia                 |
| Camboja              | Somkhan Ou                    | 24    | 1,82   | Kampong Chhnang       |
| Camarões             | Makala Nganda Courtez         | 25    | 1,94   | Buea                  |
| Canadá               | Alessandro Coward             | 21    | 1,88   | Vancouver             |
| Cazaquistão          | Adilbek Nurakayev             | 21    | 1,88   | Almaty                |
| Chile                | Felipe Rojas Ramírez          | 24    | 1,91   | Calama                |
| China                | Zhang Zhiyu                   | 19    | 1,90   | Jinan                 |
| Colômbia             | Daniel Castrillón             | 23    | 1,85   | Medellín              |
| Coreia do Sul        | Na Gi-wook                    | 27    | 1,82   | Incheon               |
| Costa Rica           | Daniel Esquivel Navarro       | 25    | 1,81   | Sarchi                |
| Curaçau              | Naim Jassir Pieter            | 25    | 1,86   | Willemstad            |
| El Salvador          | David Pivaral                 |       | 1,80   | San Salvador          |
| Equador              | Daniel Andres Vallejo Arauz   | 25    | 1,82   | Manta                 |
| Espanha              | Daniel Torres Moreno          | 29    | 1,90   | Malaga                |
| Estados Unidos (EUA) | Andresito Germosen dela Cruz  | 23    | 1,76   | New York City         |
| Estónia              | Henri Keskküla                | 21    | 1,80   | Rapla                 |
| Filipinas            | Jody Baines Tejano Saliba     | 26    | 1,78   | Olongapo City         |
| Finlândia            | Tino Kantonen                 | 21    | 1,83   | Turku                 |
| Gana                 | Bright Ofori                  |       | 1,88   | Koforidua             |
| Grécia               | Thomas Tzekos                 | 19    | 1,86   | Atenas                |
| Honduras             | Moises Darío Paredes Alvarado | 25    | 1,79   | Quimistán             |
| Guadalupe            | Luigy Manyri                  | 27    | 1,81   | Les Abymes            |
| Guiné Equatorial     | Joselayt Ebana Miko           | 20    | 1,83   | Mongomo               |
| Índia                | Vishnu Raj Menon              | 26    | 1,84   | Thrissur              |
| Indonésia            | Radityo Wahyu Senoputro       | 21    | 1,78   | Bandung               |
| Inglaterra           | Jack Heslewood                | 27    | 1,91   | Hertfordshire         |
| Irlanda              | Wayne Walsh                   | 28    | 1,85   | Galway                |
| Irlanda do Norte     | Adam Steenson                 | 24    | 1,81   | Portadown             |
| Itália               | Marco d'Elia                  | 22    | 1,87   | Peschiera del Garda   |
| Japão                | Kenta Nagai                   | 26    | 1,85   | Fukuoka               |
| Letônia (Latvia)     | Edvīns Ločmelis               | 29    | 1,87   | Gulbene               |
| Líbano               | Jean-Paul Bitar               | 33    | 1,83   | Beirut                |
| Luxemburgo           | Owen Hawel                    | 19    | 1,83   | Luxembourg City       |
| Malásia              | Yong Kian Yik                 | 26    | 1,91   | Kuala Lumpur          |
| Malta                | Daryl Azzopardi               | 23    | 1,85   | Swatar                |
| Ilhas Maurícias      | Alexandre Curpanen            | 21    | 1,82   | Grand-Gaube           |
| México               | Brian Arturo Faugier González |       | 1,90   | Abasolo               |
| Montenegro           | Nemanja Kaludjerović          | 30    | 1,89   | Podgorica             |
| Myanmar              | Sai Kaung Min Htet            | 21    | 1,83   | Tachileik             |
| Nepal                | Akshay Jung Rayamajhi         | 22    | 1,85   | Kathmandu             |
| Nicarágua            | José Antonio Vallejos Pérez   | 23    | 1,85   | León                  |
| Nigéria              | Prince Nelson Enwerem         | 23    | 1,83   | Calabar               |
| Panamá               | Algis González                | 30    | 1,86   | Las Tablas            |
| Paraguai             | Alberto Magno Silva Romero    | 26    | 1,83   | Villeta               |
| Peru                 | Jano Carper                   | 26    | 1,78   | Lima                  |
| Polónia              | Robert Kapica                 | 23    | 1,88   | Gdansk                |
| Porto Rico           | José Humberto Cotto Rodríguez | 24    | 1,88   | Río Grande            |
| Países Baixos        | Ashey Karym Peternella        | 27    | 1,88   | Amesterdão            |
| República Dominicana | Alejandro Martínez            | 26    | 1,90   | Salcedo               |
| Chéquia              | Jakub Krauś                   | 29    | 1,84   | Liberec               |
| Quênia               | Robert Cula Budi              | 28    | 1,75   | Nairobi               |
| Quirguistão          | Daniel Begaliev               | 29    | 1,80   | Bishkek               |
| Rússia               | Denis Pavlevich Khadyko       | 26    | 1,98   | Sudak                 |
| São Martinho         | Learie Hall                   | 23    | 1,78   | Philipsburg           |
| Samoa                | Makalio Junior Matalio Alai   | 20    | 1,83   | Apia                  |
| Sérvia               | Nikola Boćanin                | 20    | 1,88   | Vrnjačka Banja        |
| Serra Leoa           | Mohamed Kamanoh               | 22    | 1,78   | Waterloo              |
| Singapura            | Hugo Ong Jun Hu               | 22    | 1,93   | Singapore             |
| Sri Lanka            | Manoj Suranga de Silva        | 26    | 1,78   | Colombo               |
| Sudão do Sul         | Deng Aguer Dunga              | 26    | 1,87   | Juba                  |
| Tailândia            | Anakin Nontiprasit[           | 20    | 1,88   | Maha Sarakham         |
| Tonga                | Mikaele Henry Ahomana         | 24    | 1,75   | Nukuʻalofa            |
| Venezuela            | Jorge Eduardo Núñez Martínez  | 24    | 1,87   | Cabimas               |

### Estreias
- Armênia
- Bangladesh
- Camboja
- Camarões
- Equador
- Guiné Equatorial
- Finlândia
- Ilhas Maurícias
- Myanmar
- Samoa
- Serra Leoa
- São Martinho
- Sudão do Sul
- Tonga

### Retorna
Última competição em 1996:
- Estónia

Última competição em 2007:
- Chile

Última competição em 2010:
- Angola
- Indonésia
- Cazaquistão
- Montenegro
- Sérvia
- Tailândia

Última competição em 2012:
- Bósnia e Herzegovina
- Luxemburgo
- Chéquia
- Singapura

Última competição em 2014:
- Austrália
- Colômbia
- Letônia
- Líbano
- Países Baixos
- Paraguai
- República Dominicana
- Rússia
- Venezuela

### Retiradas
- Alemanha - Nenhum candidato foi nomeado depois de o Mister Deutschland perder sua franquia.
- Bolívia - Christian Daniel Terán Anzaldo se retirou da competição por motivos não revelados.
- Dinamarca - Nenhum candidato foi nomeado devido à falta de financiamento e patrocínio.
- Escócia - Ian Alan Scott Adie desistiu da competição por motivos não revelados.
- França - Nenhum candidato foi nomeado devido à falta de financiamento e patrocínio.
- Moldávia - Nenhum candidato foi nomeado devido à falta de financiamento e patrocínio.
- País de Gales - Luke williams retirou-se da competição por razões não reveladas.
- Roménia - Nenhum candidato foi nomeado devido à falta de financiamento e patrocínio.
- Suécia - Johannes Leonidas Ulmefors sofreu uma febre alta alguns dias antes de voar para Manila e, assim, retirou-se da competição.
- Suíça  - Nenhum candidato foi nomeado depois de o Mister Suisse Francophone perder sua franquia.

### Substituições
Argentina - Leonardo Díaz Aliscastro foi nomeado para competir no Mister Mundo 2019 pela diretora nacional Nadia Cerri, como vencedor original Thomas Lietti decidiu em sua carreira de modelo. Díaz foi o primeiro vice-campeão no Mister Mundo Argentina 2017
 Austrália - Jonathan Berry foi apontado para competir no Mister Mundo 2019 pela diretora nacional Deborah Miller, como vencedor original Eden Dally recusou seu convite para razões não reveladas. Berry foi segundo vice-campeão no Miss World Austrália 2019.
 Estados Unidos - Andresito Germosen dela Cruz foi apontado pata competir no Mister Mundo 2019 por Michael Blakey, diretor nacional do Miss Mundo América e Mister Estados Unidos, como vencedor original Kaeton Parker West renunciou o título para seguir sua carreira de modelo e educação universitária.
 Inglaterra - Jack Heslewood foi apontado para competir no Mister Mundo 2019 pela diretora nacional Angie Beasley, como uma recolocação ao vencedor original Jack Eyers por razões não reveladas. Heslewood foi o primeiro vice-campeão no Mister England 2017-2019.
 Itália -  Marco d'Elia foi nomeado para competir no Mister Mundo 2019 por Dario Diviacchi, o diretor nacional do Mister Itália, já que o vencedor original, Mirko Pividore, recusou seu convite para prosseguir os estudos. D'Elia foi o primeiro vice-campeão no Mister Itália 2017.
 Luxemburgo - Owen Hawel foi apontado para competir em Mister Mundo 2019, como um substituto para seu predecessor Christophe Meisch, por Hervé Lancelin, presidente do concurso de Miss Luxembourg. Hawel foi coroado MisterLuxemburgo 2019.
 Países Baixos - Ashley Karym Peternella foi nomeada para competir no Mister Mundo 2019 por Katie Maes, diretora nacional do Miss Mundo Netherlands, substituindo o vencedor original Wahhab Hassoo.

### Crossovers
Mahunt Internacional
- 2018:  Inglaterra - Jack Heslewood (Top 15)

Mister International
- 2011:  Letônia - Edvīns Ločmelis
- 2015: Chéquia - Jakub Kraús (Top 5)
- 2016:  Espanha - Daniel Torres Moreno (Top 9)

Mister Universal Ambassador
- 2016:  República Dominicana - Alejandro Martínez (Top 5)

Mister Model International
- 2018:  Itália - Marco d'Elia (1° Vice-Campeão)

Mister Gay Mundo
- 2018:  Países Baixos - Ashley Karym Peternella (como Aruba; 3° colocado)

## Ligações Externas
- Site do Concurso (em inglês)

- Página no Facebook (em inglês)

- Histórico no Pageantopolis (em inglês)